# Aleksandr Ankwab
Aleksandr Ankwab (ab. Александр Анқәаб, ros. Александр Золотинскович Анкваб) (ur. 26 grudnia 1952) – abchaski polityk, premier nieuznawanej de iure, choć niezależnej de facto Republiki Abchazji w latach 2005–2010 i ponownie od 2020 do 2024. Wiceprezydent (2010–2011) i prezydent Abchazji (2011–2014).

## Życiorys
Urodzony w abchaskiej stolicy, Suchumi, Ankwab ukończył prawo na Uniwersytecie w Rostowie i przez wiele lat był działaczem Komsomołu.
W latach 1975–1981 zajmował stanowisko ministra sprawiedliwości w Abchaskiej Autonomicznej Socjalistycznej Republice Radzieckiej. W 1981 dołączył do Komitetu Centralnego Partii Komunistycznej Gruzji. W latach 1984–1990 pełnił urząd wiceministra spraw wewnętrznych Gruzińskiej SRR.
Po rozpadzie ZSRR i ogłoszeniu przez Gruzję niepodległości w 1991, Ankwab powrócił do Abchazji, gdzie w latach 1992–1993 pełnił funkcję ministra spraw wewnętrznych. W 1994 wyjechał do Moskwy i tam rozpoczął karierę biznesową.
Do Abchazji powrócił w 2000, zakładając ruch Aitaira („Odrodzenie”), skierowany przeciw prezydentowi Władysławowi Ardzinbie. W 2004 ogłosił swój udział w wyborach prezydenckich, jednak został zdyskwalifikowany z powodu nieznajomości języka abchaskiego i niespełnienia cenzusu domicylu. W wyborach udzielił poparcia Siergiejowi Bagapszowi, dzięki czemu przyczynił się do jego zwycięstwa. W następstwie, 14 lutego 2005 prezydent mianował go szefem rządu republiki.
7 lipca 2007 premier Ankwab przeżył próbę zamachu. Został ranny w czasie ostrzału granatowego kolumny rządowych samochodów.
Jesienią 2009 Ankwab został nominowany przez prezydenta Bagapsza jako jego kandydat na stanowisko wiceprezydenta w wyborach prezydenckich w grudniu 2009. W związku z tym 11 listopada 2009 obowiązki szefa rządu przejął wicepremier Leonid Łakierbaja. W wyborach prezydenckich z 12 grudnia 2009 Bagapsz uzyskał reelekcję, zdobywając ponad 60% głosów poparcia. 12 lutego 2010, wraz z zaprzysiężeniem prezydenta na drugą kadencję, Aleksandr Ankwab objął stanowisko wiceprezydenta Abchazji. Następnego dnia prezydent nowym szefem rządu mianował dotychczasowego ministra spraw zagranicznych, Siergieja Szambę.
29 maja 2011, po śmierci prezydenta Siergieja Bagapsza, przejął obowiązki szefa państwa. W wyborach prezydenckich zorganizowanych 26 sierpnia 2011 był kandydatem rządzącej partii Zjednoczona Abchazja. Uzyskał 54,86% głosów poparcia, pokonując premiera Siergieja Szambę (21,04%) oraz byłego premiera Raula Chadżimbę (19,83%). Rosyjskie ministerstwo spraw zagranicznych nazwało wybory „sukcesem”. Wybory nie zostały oficjalne uznane przez zdecydowaną większość państw oraz organizacji międzynarodowych (jako, że Abchazję uznawały tylko 4 państwa na świecie), w tym NATO i OBWE.
26 września 2011 został zaprzysiężony na stanowisku prezydenta Abchazji. Następnego dnia mianował Leonida Łakierbaję na urząd szefa rządu. 22 lutego 2012 prezydent Ankwab w trakcie podróży z Gudauty do Suchumi, stał się celem kolejnego zamachu (po wybuchu zdalnie sterowanego ładunku auta znalazły się pod ostrzałem z granatników i broni maszynowej), z którego jednak wyszedł cało – zginęło wszakże dwóch jego ochroniarzy. Zamach ten był czwartą próbą uśmiercenia prezydenta Abchazji.
Wieczorem 27 maja 2014 demonstranci przypuścili szturm na pałac prezydencki w Suchumi. Opozycja pod wodzą Raula Chadżimby podjęła rozmowy z prezydentem, jednak demonstranci wdarli się do pałacu. Ankwab salwował się wówczas ucieczką do rosyjskiej bazy wojskowej w Gudaucie. Opozycja ogłosiła przejęcie władzy powołując Tymczasową Radę Narodową. Rosja, jako zwierzchnik Abchazji, nie potępiła tego wydarzenia, co mogło się wiązać z utratą poparcia Ankwaba przez rosyjskie władze. Stało się to po tym, jak Ankwab sugerował w czasie kryzysu krymskiego, iż Abchazja nie dąży do połączenia z Federacją Rosyjską. 31 maja 2014 abchaski parlament przegłosował rozpisanie przedterminowych wyborów prezydenckich, a dzień później Ankwab podał się do dymisji. P.o. prezydenta został przewodniczący parlamentu Walerij Bganba.